# 鄭大洽
鄭大洽（1905年8月19日—1969年9月4日），日文姓名大脇洽一（日语：おおわき　ひろいち），臺灣澎湖馬公鎮人，澎湖縣議會第一屆民選議長，也曾出任臺灣省議員，二戰後馬公政壇「北派」代表人物。

## 生平
鄭大洽父系先祖鄭應章，來自漳州府龍溪縣，清代嘉慶年間移居澎湖，曾祖父鄭步蟾為咸豐壬子科（即咸豐二年、1852年）舉人，偕諸位媽宮鄉紳等倡修東甲北極殿而留名。

### 廈門時期
鄭大洽的祖父鄭祖堯（字子述）為鄭步蟾長子，1895年清廷與日本簽署《馬關條約》後，日本政府頒布「住民去就決定日」期限前，鄭步蟾的四名兒子曾相互商議：長子鄭祖堯與四子鄭祖年返回福建、二子鄭祖模與三子鄭祖揚續留澎湖；為此，鄭祖堯與鄭祖年另起新名為祖培和祖季，代表在新環境重新開始。:77鄭祖堯後來攜子女搬遷至福建廈門，並以漢醫為業；其中，鄭祖堯長子鄭少瑜（本名掄昌）即為鄭大洽之父。

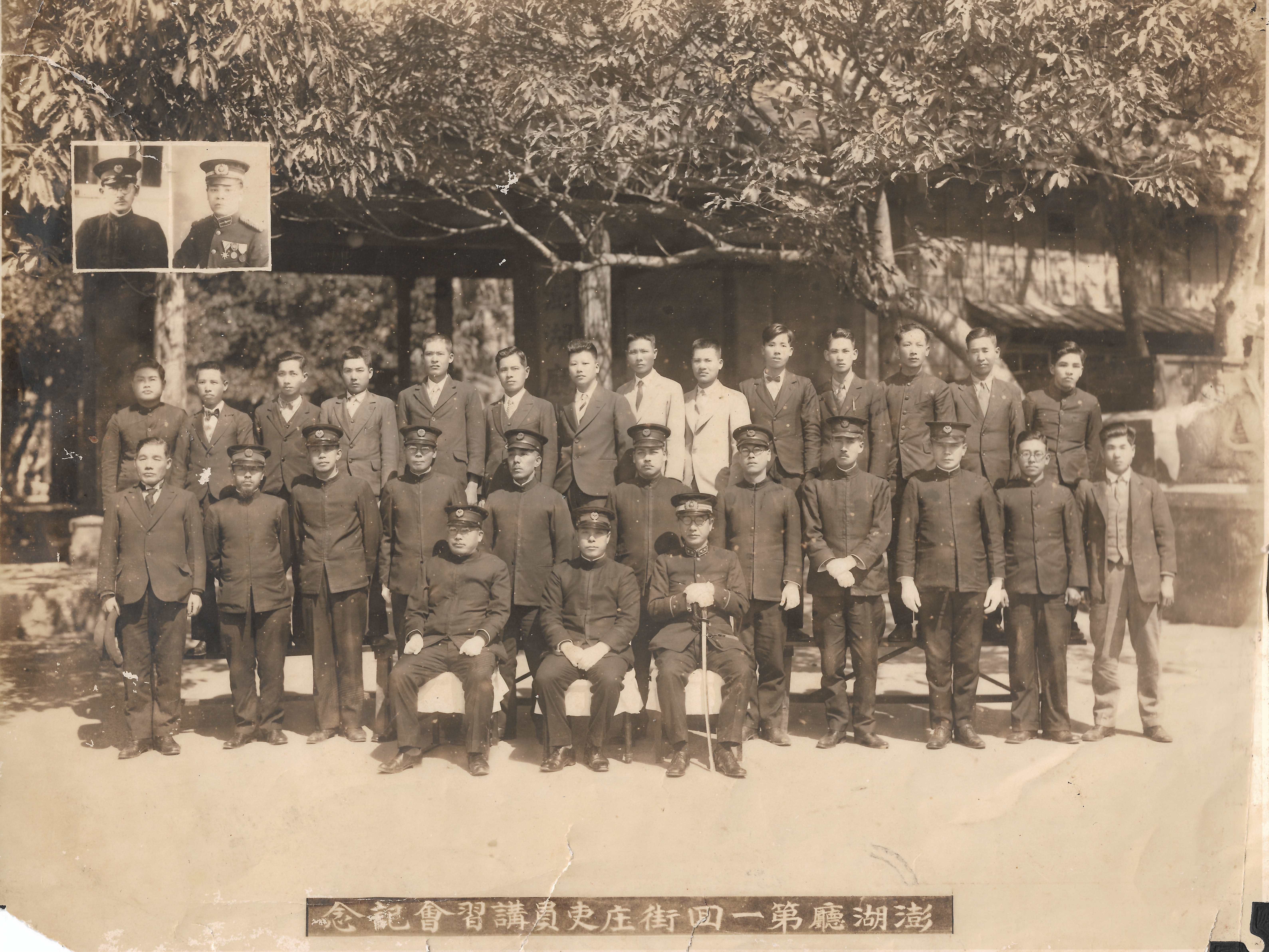
澎湖廳第一回街庄吏員員講習會紀念

### 日治時期
鄭大洽九歲那年（即大正三年、1914年），鄭祖堯另娶細姨，元配鮑氏桑一氣之下便帶長孫鄭大洽攜回澎湖長居，並托養於叔祖父鄭祖揚（表字子清，曾任澎湖廳檢稅吏）膝下。
後鄭大洽進入媽宮公學校（今馬公國小前身）就讀，畢業後又在馬公商業補習學校修習兩年，進入馬公支廳馬公街街役場（今馬公市公所前身）擔任工友，繼而受聘為雇員，陸續擔任書記、會計役（即主計主任）等職位，期間曾改過日本姓名大脇洽一，公職生涯深受當時馬公街長三浦光次的器重，在日治時期末期甚至被拔擢為總幹事，澎湖大空襲期間因職責所需留守馬公街，直到昭和20年（1945年）太平洋戰爭結束。

### 民國時期
二戰後，鄭大洽辭去公職，出任菸酒配銷會的常務理事，這一時期的鄭大洽日趨熱衷地方事務的推動，隨後踏上政途，便是憑藉長期在馬公市街累積的人脈和財力奠定從政的基礎。民國35年（1946年），鄭大洽首次投入選舉，順利當選馬公鎮第一屆的鎮民代表、第二屆則被推選為鎮民代表會的主席。
民國39年（1950年），鄭大洽的長子鄭澤雄涉入臺灣省工作委員會的李水井叛亂案，於住處中被提押去台灣本島拘禁。鄭澤雄（1926年－1950年）是日治時期第一位保送臺灣師範大學的澎湖籍學生，畢業後返回澎湖水產職業學校任教英文，鄭澤雄被拘押消息傳出，澎湖民眾對鄭大洽同情之聲四起，乃有勸進鄭大洽參選議員、以便奔走救子的聲浪；同年9月18日，鄭大洽順利當選澎湖縣第一選區的議員，並出任第一屆民選議會的議長，惟不幸鄭澤雄仍被判處死刑，於11月29日執行槍決，得年僅25歲，遺留一尚在襁褓之中的女兒。

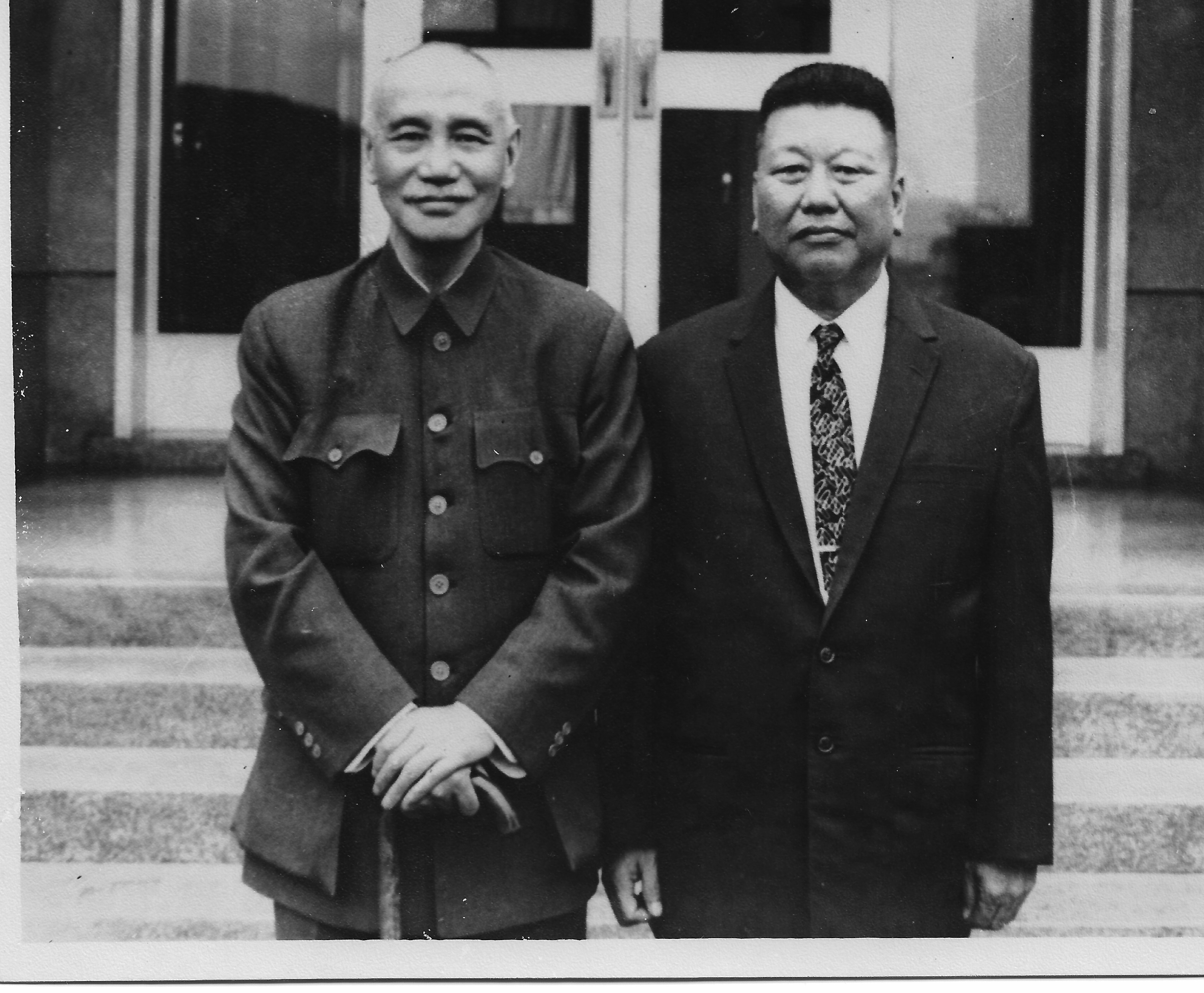
蔣介石巡視澎湖時召見鄭大洽議長後合影

包含民國39年（1950年）的議員選舉在內，鄭大洽分別於民國41年（1952年）、民國47年（1958年）和民國50年（1961年）當選第1、2、4、5屆的澎湖縣議會議員，並且全數出任議長。任內提案有「促請增加馬公來回臺南的航班」、「協助《澎湖日報》創刊」、「倡議修建順承門與孔子廟」、「西嶼鄉電氣化」、「擴建馬公商港」等等。
民國50年（1961年），獲得時任中華民國總統蔣中正的召見，並攝有合照留念。
民國52年（1963年），鄭大洽當選臺灣省議會第三屆省議員，由於當時鄭氏第五屆議長任期尚未結束，議長一職經補選後由莊東遞補 。鄭大洽任職臺灣省議員期間，提出多項促進澎湖地方發展的建議，諸如「促建澎湖跨海大橋」、「興建離島教師及警察會館」、「澎湖發電廠遷址案」、「增設公務員離島加給」等等。
民國58年（1969年）9月4日，鄭大洽因糖尿病辭世，享壽65歲。

## 家族
- 鄭大洽曾叔祖父鄭步雲（1854年－1916年）曾於日治時期出任澎湖廳的媽宮街街長多年。[7]:73、76
- 鄭大洽九歲起便隨祖母鮑氏桑移居澎湖，其母親楊氏菊、同胞弟弟與姊妹仍定居廈門，母子分居兩地。[註 2]

- 祖母鮑氏桑過世後，鄭大洽不願與叔公鄭子清家人同住，21歲即入贅來自嵵裡的張家，與岳家家族同住媽宮南甲海濱的張宅，與妻張春生有五子六女[1]，但子女全數姓鄭。[註 2]
- 鄭大洽次子鄭輝雄娶林聯登長妹陳金鳳為妻，雙方互為姻親。

## 佳城
鄭大洽之墓，原長眠於東衛里、西文里交接一處公墓，2016年被拆毀，現安奉於烏崁生命紀念館。

鄭大洽佳城
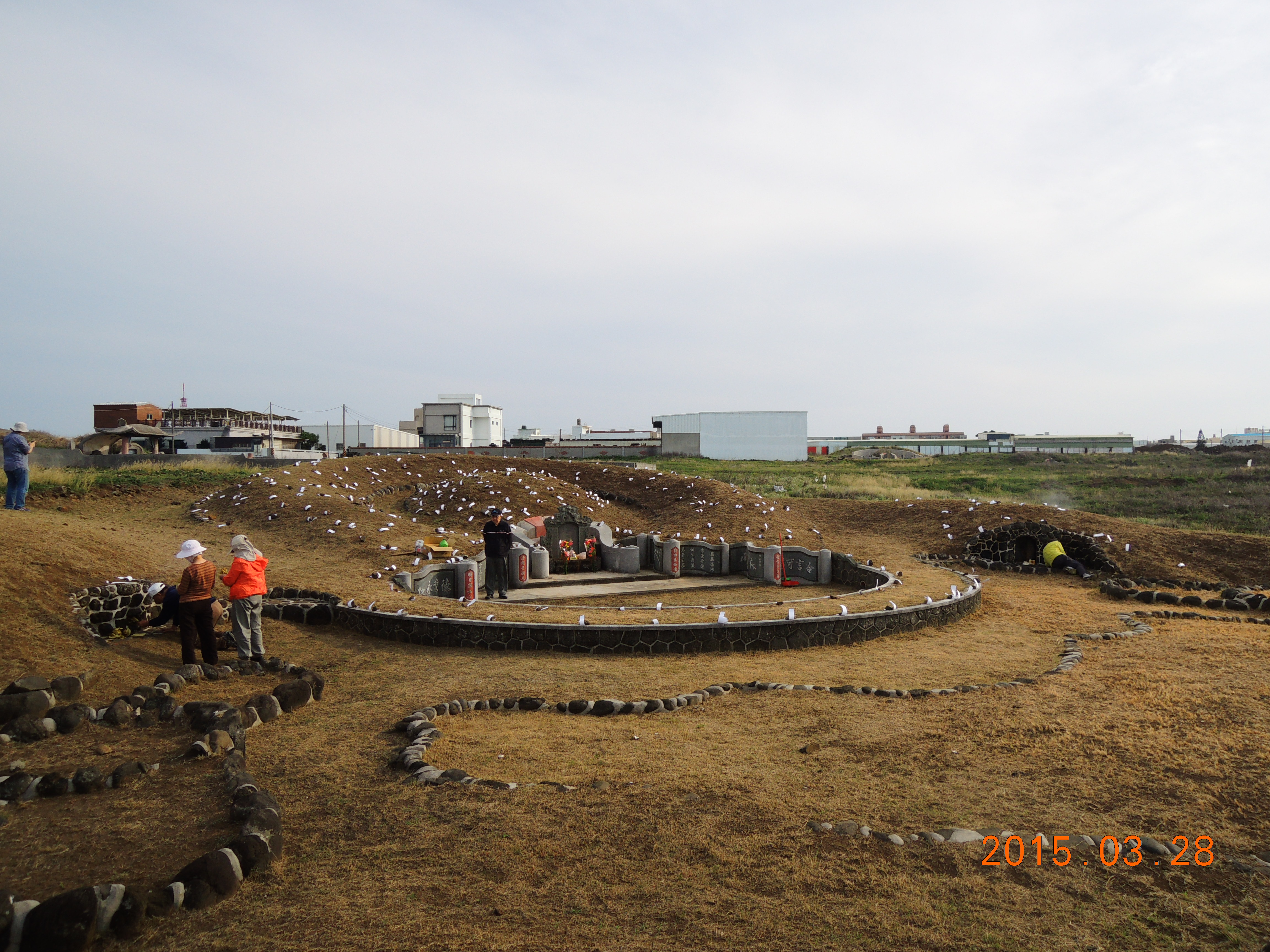
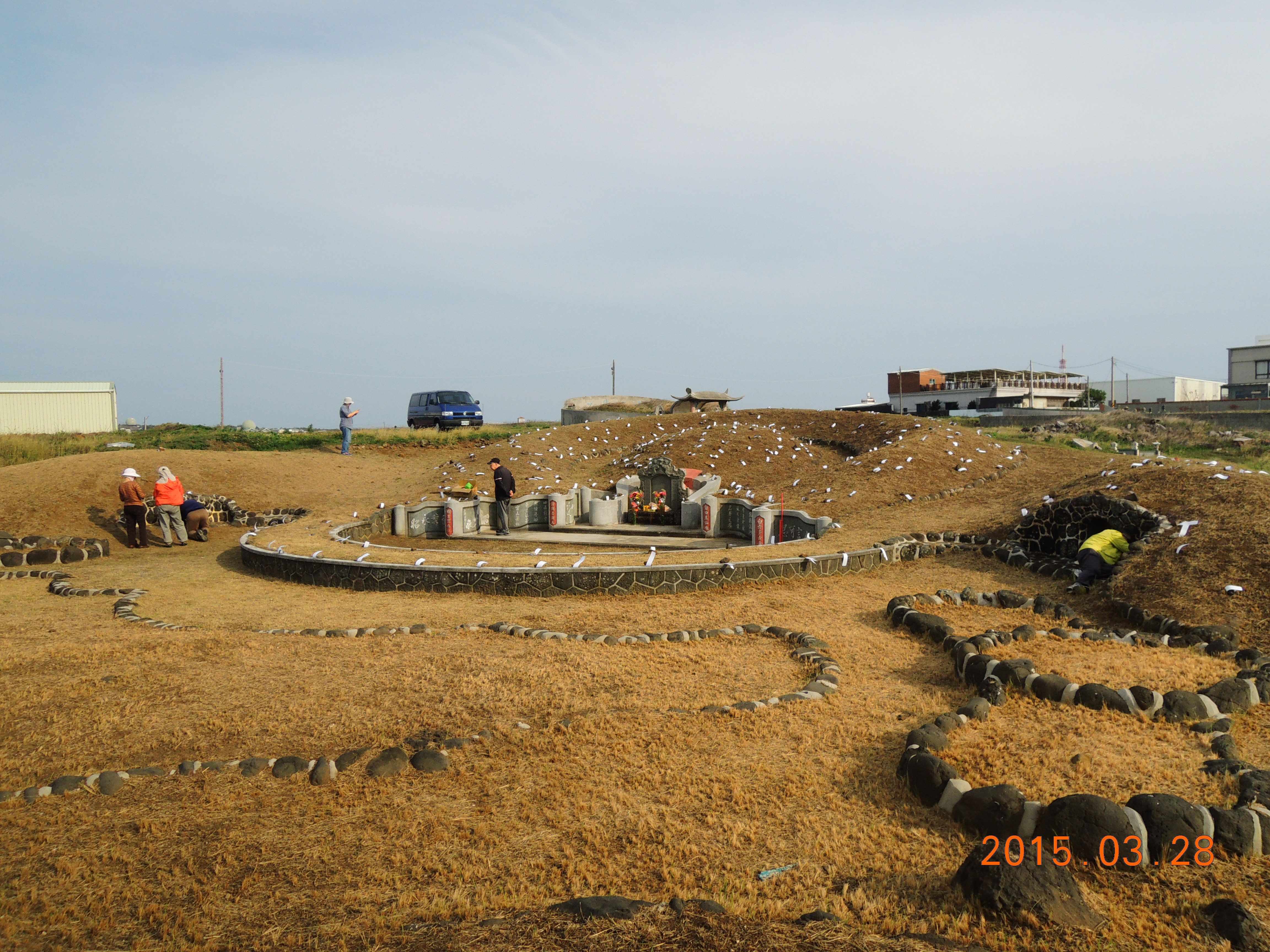
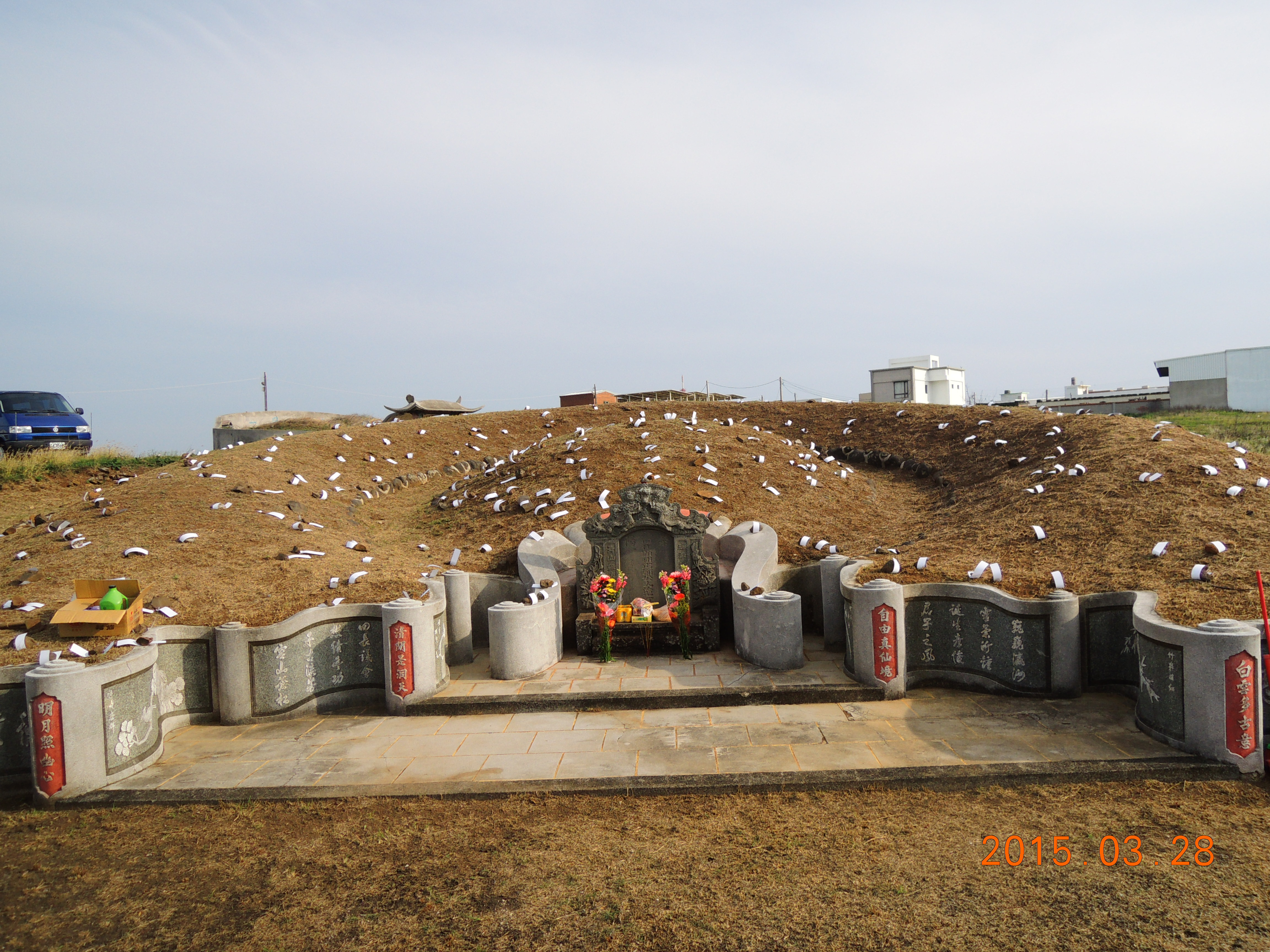
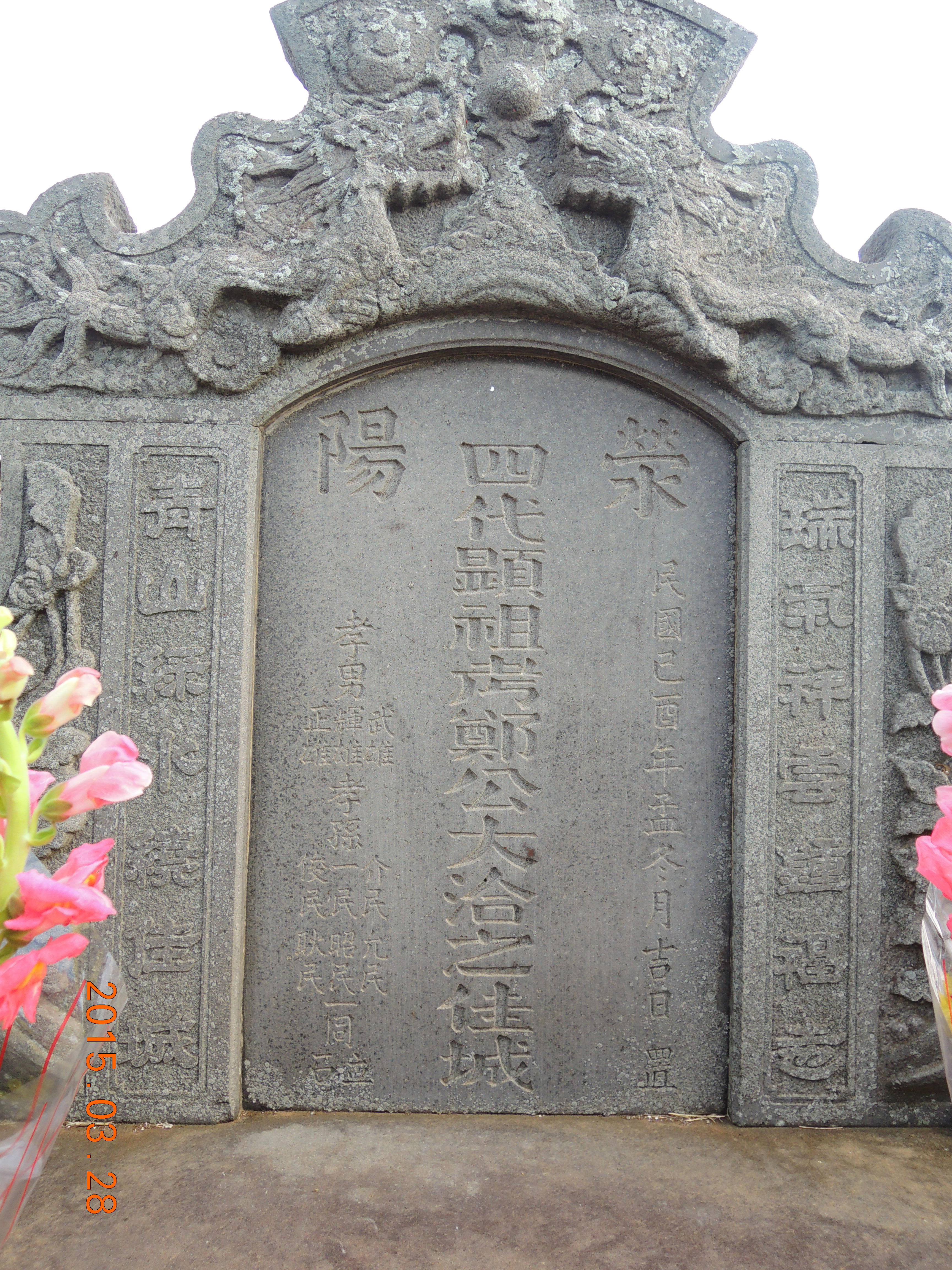
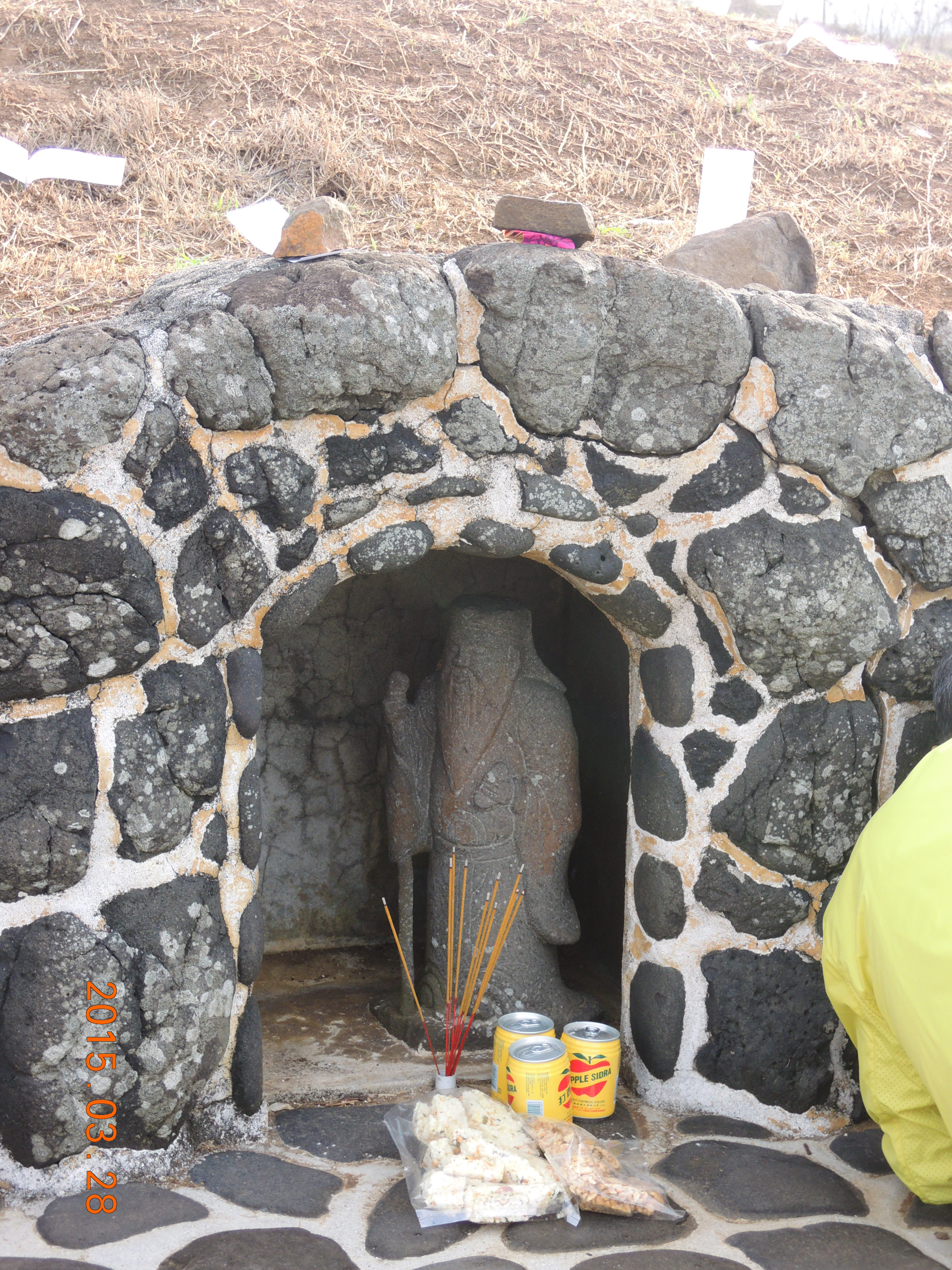
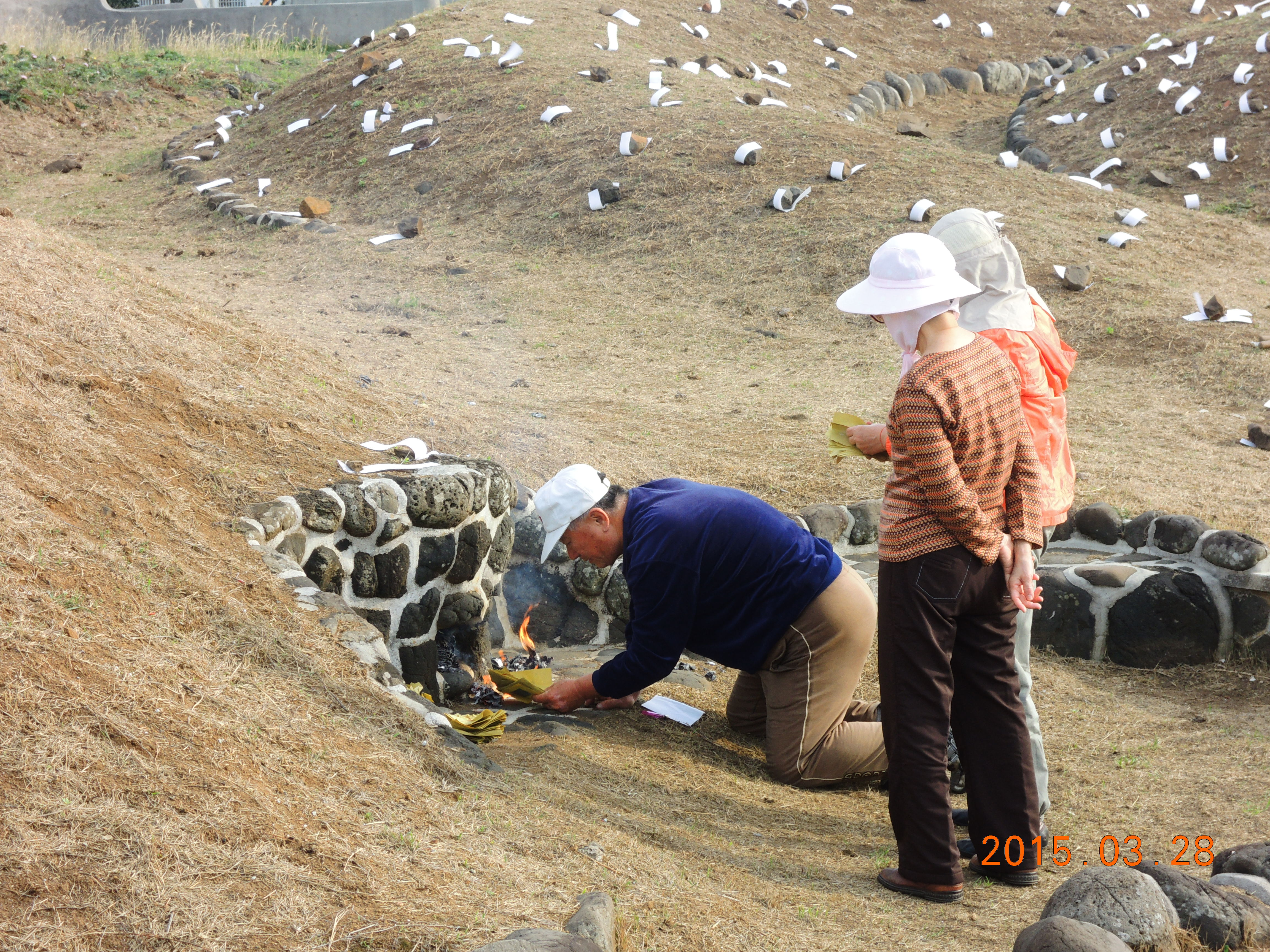